# 提济乌祖
提济乌祖（阿拉伯语：‎），阿尔及利亚东北部城市，距离首都阿尔及尔大约90公里，是提济乌祖省的省会，下辖提济乌祖区，其城市面积为102.36平方公里，2008年的人口数量为135,088人，是该省人口最多的城市。
提济乌祖位于大卡比利亚西部地区，是阿尔及利亚的一个区域性的中心城市，自阿尔及利亚解放以来快速发展。至21世纪初，提济乌祖已成为卡比利亚地区人口第二多的城市，仅次于港口城市贝贾亚。得益于提济乌祖卡比利青年足球俱乐部在阿尔及利亚以及北非的声望，提济乌祖普遍被认为是卡比利亚的名义首都。

## 地名来源
“提济乌祖”来源于柏柏尔语，意为“黄色花朵的灌木丛山岭”，其中“提济”意为“山岭”，这一称呼最早可追溯至公元1400年。在法国殖民阿尔及利亚期间，提济乌祖没有更名。

## 历史

19世纪末的提济乌祖

### 先古时期及中世纪
提济乌祖早在迦太基时期就有人类活动记载，但直到拜占庭帝国后期才逐渐形成聚落，中世纪时期遭遇阿拉伯人入侵，提济乌祖附近的柏柏尔人开始改信伊斯兰教，逐渐成为了卡比利人（又译“卡拜尔人”），形成了一支相对独立的民族，同时这一地区也被称为卡比利亚。彼时，提济乌祖长期为一个普通的山间村落，未形成大规模的城镇。

### 法国殖民时期

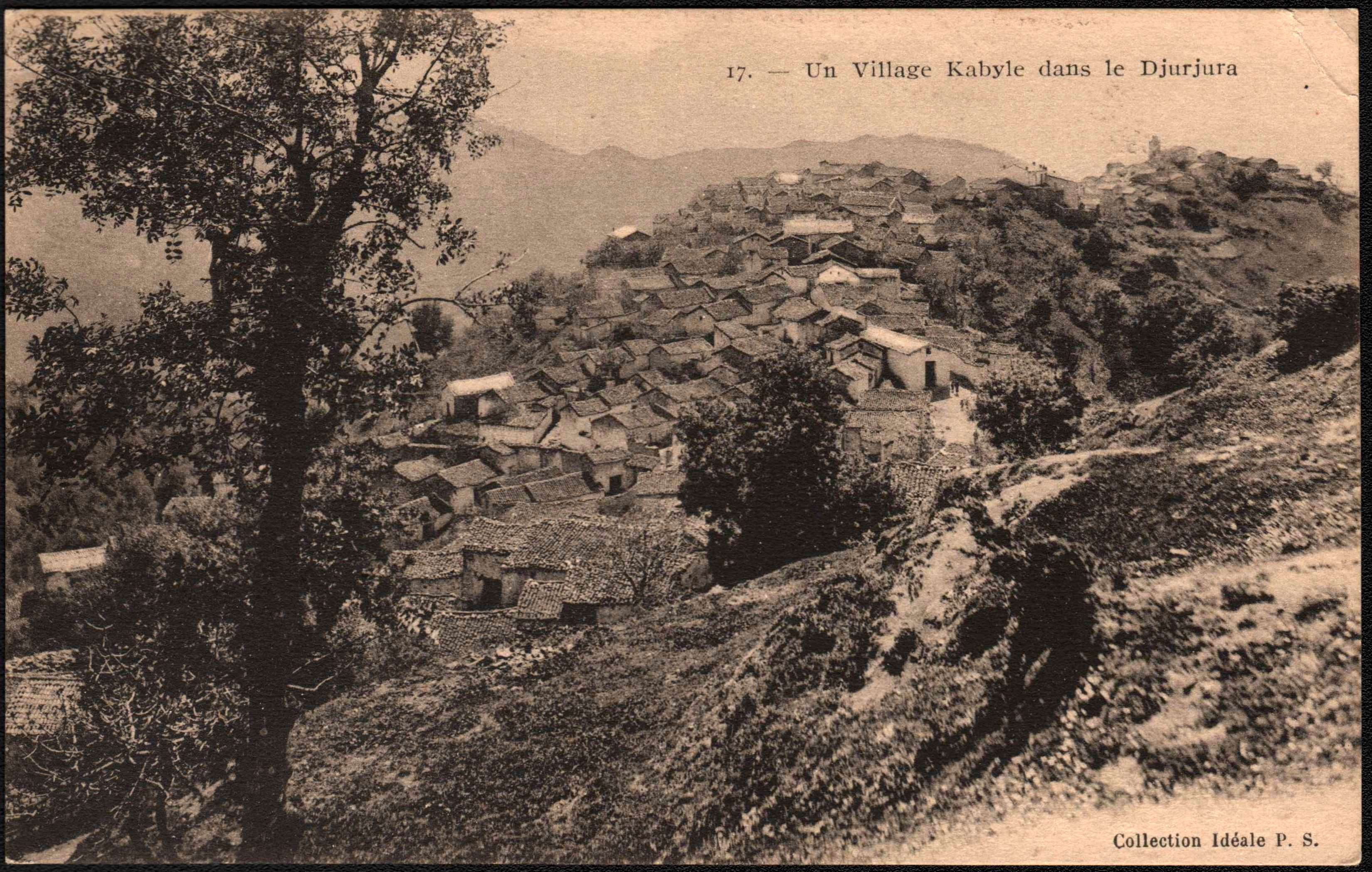
20世纪20年代提济乌祖附近的一处村落

1830年，法国殖民者登陆阿尔及利亚，开始了长达132年的殖民统治。1844年，法国军队展开提济乌祖战役，入侵大卡比利亚地区。此后，卡比利亚和相邻的沙乌伊、图瓦雷克等区域被法国殖民者合并，统一管理。1858年10月27日，拿破仑三世宣布将这一地区以“提济乌祖”作为官方名称。1872年10月8日，提济乌祖与周边另外五个村落（阿姆鲁阿、巴特鲁纳、比兹门泽尔、比尼艾西、比尼杜阿拉）合并，成为一个总面积达624平方公里的市镇，但彼时，提济乌祖仍是一个地广人稀的区域，总人口数量不到200人。1873年，卡比利亚地区建省，省会为港口城市代利斯，而提济乌祖则成为一个副省会城市，安德烈·布瓦耶先生（André Boyer）成为该市的首任市长。
随着城市面积的扩张及市政权力的增加，提济乌祖逐渐发展成为一个区域性的工商业城市，出现了邮政、海关、学校及多个行政机构和部门。19世纪70年代，三条公路连接提济乌祖，其中向北连接代利斯的公路是提济乌祖的重要出海通道。1885年，提济乌祖的照明及供水设施建成，当地政府创办了《久尔久拉山报》（Le Djurdjura）及《提济乌祖之信》（Le Courrier de Tizi-Ouzou），成为卡比利亚地区的重要媒介。1888年3月11日，连接提济乌祖和阿尔及尔的铁路建成通车，使得提济乌祖成为阿尔及利亚中东部地区内陆的一个铁路交通枢纽，城市获得快速发展。
第一次世界大战期间，提济乌祖本地未遭受袭击，当地近百名军人于1917年加入旧士兵联盟，从而参与法国本土的战争。第二次世界大战期间，又有数百名卡拜尔士兵投身于解放法国运动。

### 阿尔及利亚独立时期
1954年，阿尔及利亚民族解放阵线成立，在经历了一系列的战争及公投后，阿尔及利亚于1962年7月5日宣布独立，脱离法国殖民。提济乌祖省于1968年改建为维拉亚特，并于1974年和1984年两次进行了大规模的调整。此后，提济乌祖因地理位置优越（处于卡比利文化区中部）而得到了快速的发展，人口数量也急剧上升。
20世纪70年代，提济乌祖因其附近地区所发现的多种矿产资源而受到阿尔及利亚政府的重视，提济乌祖的城市设施也开始不断完善，同时建立了综合性的提济乌祖大学。
提济乌祖的城市影响力也因卡比利青年体育会而得到提升，该俱乐部总部位于提济乌祖，先后获得了14次阿尔及利亚足球甲级联赛的冠军，成为获得该项目冠军次数最多的球队。卡比利青年会的成功也获得了卡比利人的广泛认可和支持，提济乌祖被当地民众普遍认为是卡比利亚的“名义首都”。提济乌祖地位的提升也使得其成为了卡比利亚独立运动的主要活动中心，2011年，当地曾爆发大规模的示威游行。
21世纪后，提济乌祖继续其城市扩张，部分山地区域也开始兴建成为居民区。2017年，连接阿尔及尔和提济乌祖的铁路线完成了电气化改造，位于市区南部的提济乌祖新火车站（Gare Multimodale）也开始投入使用。2019年，当地政府启动了多个项目的建设，包括街道改造、大学城扩张、医疗设施翻新等。

## 地理

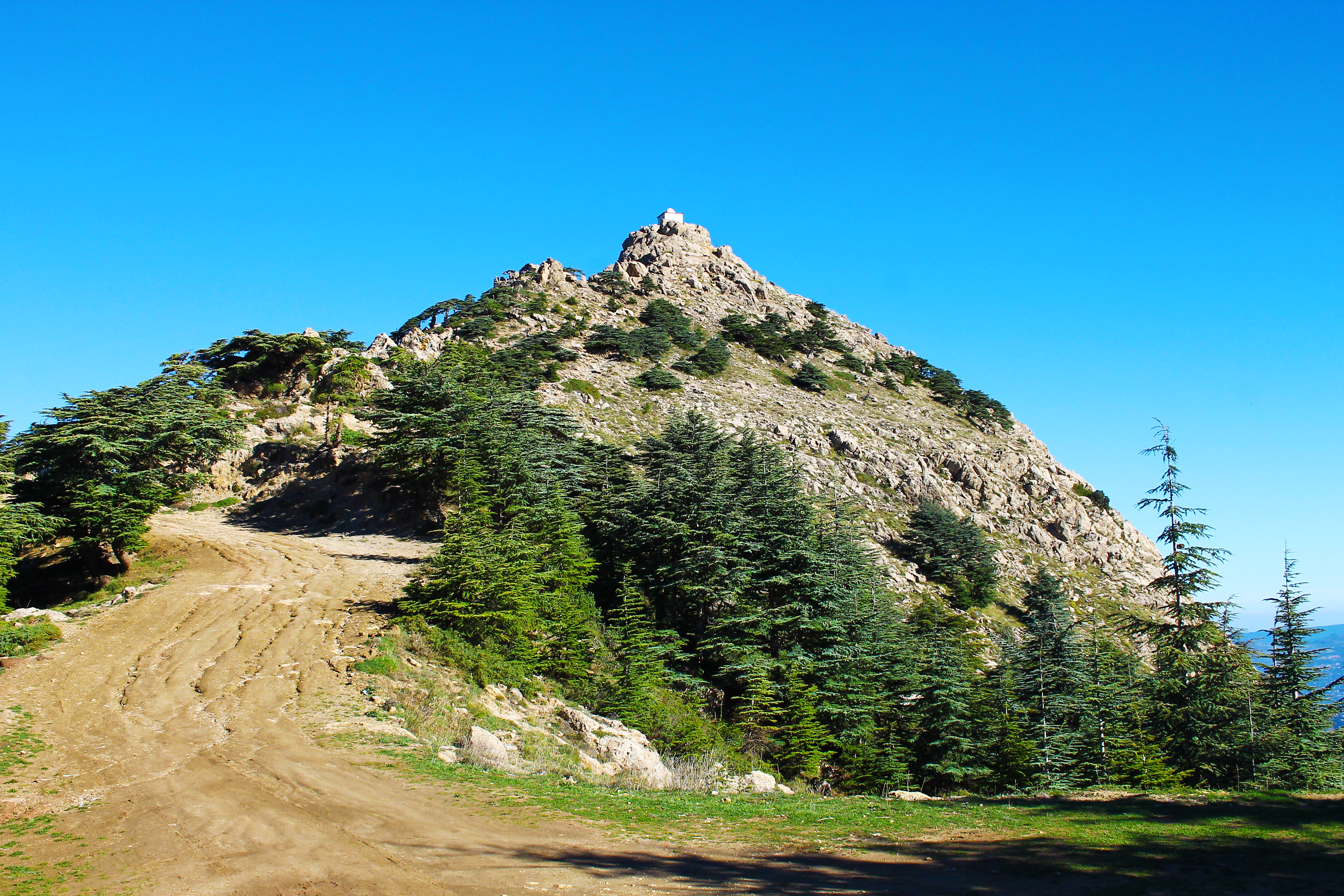
提济乌祖附近的一处山峦

提济乌祖位于阿尔及利亚中东部，提济乌祖省的中西部，距离阿尔及利亚首都阿尔及尔的公路里程约89公里。与提济乌祖接壤的市镇包括：西迪纳曼、阿伊特艾萨米蒙、德拉本海达、提济拉舍德、马特卡斯、苏格塞宁、伊尔坚。

### 地形
提济乌祖位于久尔久拉山脉腹地，地势起伏较大，是一座较为典型的“山城”。提济乌祖市区四周被山峦环绕，中心城区海拔在150至300米之间，而市区北部的雷贾乌纳山最高处超过了600米。

### 水文
塞巴乌河自东南向西北流经提济乌祖的东北部，塔克斯佩大坝位于该河上游，距离提济乌祖市区大约10公里，是阿尔及利亚面积最大的人工水库。而提济乌祖的中心城区地表则无河流流经。

### 气候
提济乌祖属于地中海气候，同时受到撒哈拉沙漠的影响，带有热带沙漠气候及山地特征，夏季较为炎热，冬季则温暖湿润，偶有极端气候出现。当地最高温度记录为47.2摄氏度，出现于2019年7月31日；最低温度记录为-9.8摄氏度，出现于1997年5月8日。
提济乌祖附近设有气象站，以下为该气象站的数据：
| 提济乌祖1981年－2019年 | 提济乌祖1981年－2019年 | 提济乌祖1981年－2019年 | 提济乌祖1981年－2019年 | 提济乌祖1981年－2019年 | 提济乌祖1981年－2019年 | 提济乌祖1981年－2019年 | 提济乌祖1981年－2019年 | 提济乌祖1981年－2019年 | 提济乌祖1981年－2019年 | 提济乌祖1981年－2019年 | 提济乌祖1981年－2019年 | 提济乌祖1981年－2019年 | 提济乌祖1981年－2019年 |
| 月份                   | 1月                    | 2月                    | 3月                    | 4月                    | 5月                    | 6月                    | 7月                    | 8月                    | 9月                    | 10月                   | 11月                   | 12月                   | 全年                   |
| ---------------------- | ---------------------- | ---------------------- | ---------------------- | ---------------------- | ---------------------- | ---------------------- | ---------------------- | ---------------------- | ---------------------- | ---------------------- | ---------------------- | ---------------------- | ---------------------- |
| 历史最高温 °C（°F）    | 24 (75)                | 30 (86)                | 33 (91)                | 37.8 (100.0)           | 41 (106)               | 43 (109)               | 47.2 (117.0)           | 46.1 (115.0)           | 43 (109)               | 40.5 (104.9)           | 31.9 (89.4)            | 27 (81)                | 47.2 (117.0)           |
| 平均高温 °C（°F）      | 13.8 (56.8)            | 14.7 (58.5)            | 17.3 (63.1)            | 21.7 (71.1)            | 26.1 (79.0)            | 32.4 (90.3)            | 36 (97)                | 35.5 (95.9)            | 31.1 (88.0)            | 27.6 (81.7)            | 17.9 (64.2)            | 16 (61)                | 24.2 (75.6)            |
| 日均气温 °C（°F）      | 11.1 (52.0)            | 11.9 (53.4)            | 14.1 (57.4)            | 16.3 (61.3)            | 20.2 (68.4)            | 25.5 (77.9)            | 28.9 (84.0)            | 28.6 (83.5)            | 25 (77)                | 21.9 (71.4)            | 15.4 (59.7)            | 12.1 (53.8)            | 19.3 (66.7)            |
| 平均低温 °C（°F）      | 6.2 (43.2)             | 6.6 (43.9)             | 8 (46)                 | 11 (52)                | 14.4 (57.9)            | 18.4 (65.1)            | 21.8 (71.2)            | 21.8 (71.2)            | 18.7 (65.7)            | 16.1 (61.0)            | 9.9 (49.8)             | 8.1 (46.6)             | 13.4 (56.1)            |
| 历史最低温 °C（°F）    | −3 (27)                | 0 (32)                 | 0.6 (33.1)             | 4 (39)                 | −9.8 (14.4)            | 0 (32)                 | 13.5 (56.3)            | 15.9 (60.6)            | 12.4 (54.3)            | 7.5 (45.5)             | 1 (34)                 | 0.7 (33.3)             | −9.8 (14.4)            |
| 平均降水量 mm（）      | 91.4 (3.60)            | 69.1 (2.72)            | 83.1 (3.27)            | 79.6 (3.13)            | 54.1 (2.13)            | 9.1 (0.36)             | 4 (0.2)                | 7.8 (0.31)             | 46.2 (1.82)            | 57.4 (2.26)            | 103.8 (4.09)           | 112.5 (4.43)           | 718 (28.3)             |
| 月均日照時數           | 155                    | 169.5                  | 217                    | 240                    | 279                    | 300                    | 341                    | 310                    | 240                    | 217                    | 180                    | 155                    | 2,803.5                |
| 来源：Infoclimat       |                        |                        |                        |                        |                        |                        |                        |                        |                        |                        |                        |                        |                        |

## 街区
根据提济乌祖的地理地貌特征，其市镇范围内大致可分为五个区域板块：其中中心城区位于一处盆地之中，南北两侧分别为中南组团和北部组团，东部河谷地区分布有多处村落，而西南部还有零星居民区分布于山间。
| 老城 新城 上城 民宅 姆杜哈 西南城 ① ② 热乔纳 热乔纳坡底 卡夫塔兹马特 勒格瓦尔提米萨尔 塔兹马特 蒂普拉吉纳 塔拉· · 阿特马纳 乌伊德·艾西 锡克乌梅杜尔 伊拉哈朗 沙穆拉尔 提济开发区 ③ 艾特·曼苏尔 伊勒萨门 艾特·赫桑 博伊努 阿姆祖鲁 伊里尔-特拉祖 比鲁阿克 神庙 ① = 塔拉·阿拉姆 ② = 布哈尔法 ③ = 阿纳尔·阿梅拉尔 |                  |                           |
| 区域板块 | 街区名称*        | 街区原名（阿拉伯语/法语） |
| 中心城区 | 老城             | ‎ /                        |
| 中心城区 | 上城             | ‎ /                        |
| 中心城区 | 新城             | ‎ /                        |
| 中心城区 | 西南城           | ‎ /                        |
| 中心城区 | 姆杜哈           | ‎ /                        |
| 中心城区 | 民宅             | ‎ /                        |
| 中心城区 | 塔拉·阿拉姆      | ‎ /                        |
| 西北组团 | 热乔纳           | ‎ /                        |
| 西北组团 | 热乔纳坡底       | ‎ /                        |
| 西北组团 | 布哈尔法         | ‎ /                        |
| 西北组团 | 提济开发区       | ‎ /                        |
| 东部组团 | 勒格瓦尔提米萨尔 | ‎ /                        |
| 东部组团 | 塔兹玛特         | ‎ /                        |
| 东部组团 | 蒂普拉吉纳       | ‎ /                        |
| 东部组团 | 塔拉·阿特马纳    | ‎ /                        |
| 东部组团 | 乌伊德·艾西      | ‎ /                        |
| 东部组团 | 锡克乌梅杜尔     | ‎ /                        |
| 东部组团 | 卡夫塔兹玛特     | ‎ /                        |
| 东部组团 | 沙穆拉尔         | ‎ /                        |
| 东部组团 | 伊拉哈朗         | ‎ /                        |
| 中南组团 | 艾特·曼苏尔      | ‎ /                        |
| 中南组团 | 艾特·赫桑        | ‎ /                        |
| 中南组团 | 博伊努           | ‎ /                        |
| 中南组团 | 伊勒萨门         | ‎ /                        |
| 中南组团 | 阿纳尔·阿梅拉尔  | ‎ /                        |
| 中南组团 | 阿姆祖鲁         | ‎ /                        |
| 中南组团 | 伊里尔-特拉祖    | ‎ /                        |
| 西南组团 | 比鲁阿克         | ‎ /                        |
| 西南组团 | 神庙             | ‎ /                        |
| *中文名称非官方正式翻译，仅供参考 |                  |                           |

## 政治

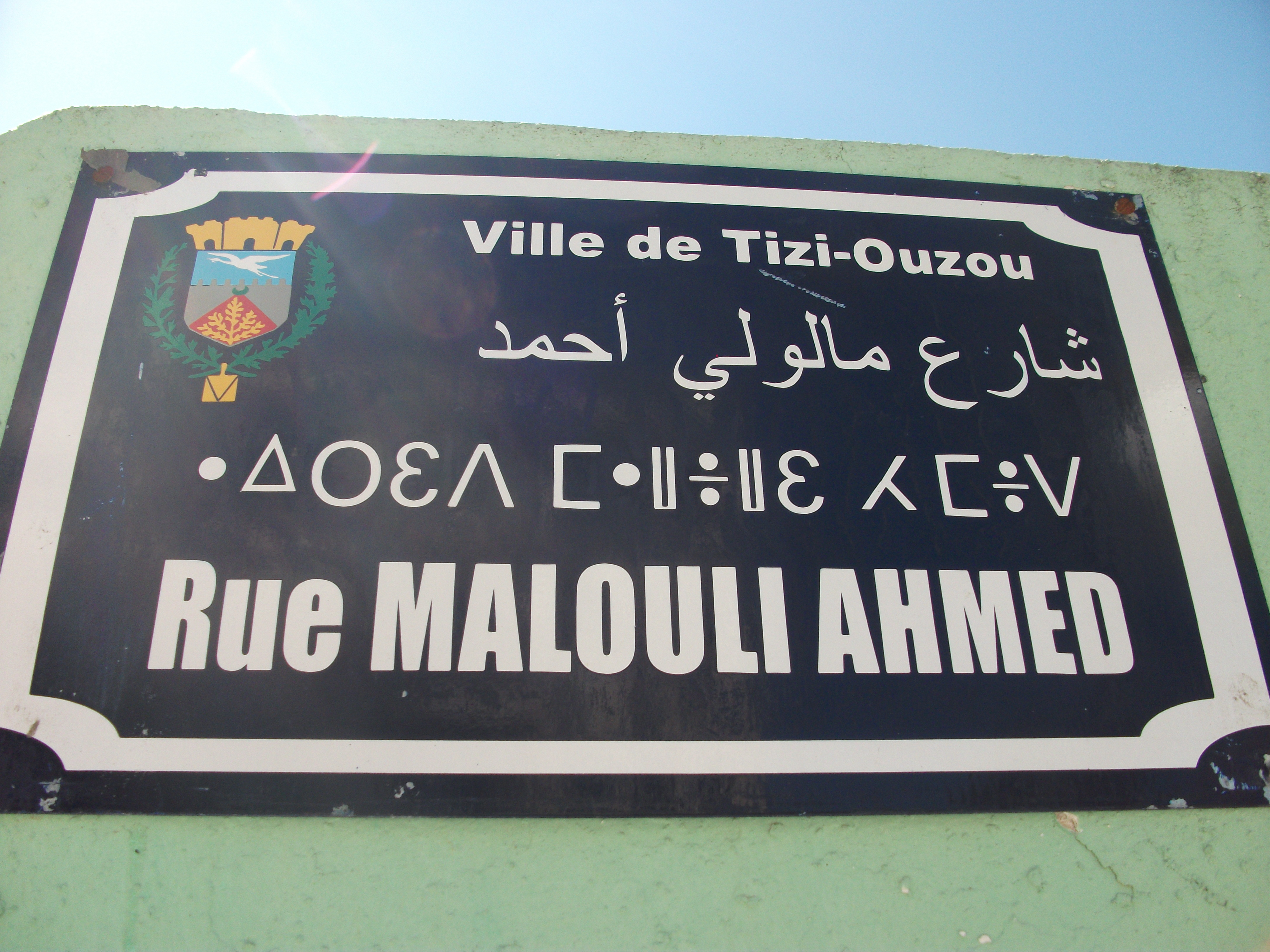
印有提济乌祖市镇徽章的三语路牌

### 殖民时期
提济乌祖作为市镇成立于1873年，其首任市长为安德烈·布瓦耶先生（André Boyer），由法国驻阿尔及利亚总督直接任命。此后，提济乌祖每四年进行一次市镇选举，1914年起改为三年一次。
| 法国殖民时期历届提济乌祖市长 |                  |                   |            |
| 任期                         | 市长原名（法语） | 市长              | 备注       |
| 1873年－1878年               |                  | 安德烈·布瓦耶     |            |
| 1878年－1888年               |                  | 皮埃尔-亨利·马丁  |            |
| 1888年－1892年               |                  | 居斯塔夫·迪布勒伊 |            |
| 1892年－1900年               |                  | 皮埃尔-亨利·马丁  |            |
| 1900年－1908年               |                  | 菲尔迪南·于沙尔   |            |
| 1908年－1912年               |                  | 欧仁纳·科蒙       | 任期内辞职 |
| 1912年－1914年               |                  | 弗朗索瓦·泽尔加   | 任期内辞职 |
| 1914年－1919年               |                  | 布莱斯·卡萨诺瓦   |            |
| 1919年－1921年               |                  | 弗朗索瓦·皮塔维   |            |
| 1921年－1943年               |                  | 阿塞纳·韦曼       |            |
| 1943年－1945年               |                  | 雷蒙·瓦朗索       |            |
| 1945年－1947年               |                  | 莫里斯·沙布罗尔   |            |
| 1947年－1953年               |                  | 亨利·萨尔塞多     |            |
| 1953年－1955年               |                  | 亨利·法约勒       | 任期内辞职 |
| 1955年－1958年               |                  | 路易·哈桑         |            |
| 1958年－1962年               |                  | 雷蒙·瓦朗索       |            |

### 独立时期
阿尔及利亚在独立后保留了市镇选举制度，并自1977年起改为5年一次。现任提济乌祖市长为瓦哈卜·艾特·门格勒先生（Ouahab Aït-Menguellet），任期为2017至2022年，他也是市镇人民联盟党（Assemblée Populaire Communale）的主席。2020年1月，因不堪财政压力，瓦哈卜·艾特·门格勒曾提交辞职申请，但最终不了了之，同年6月，瓦哈卜·艾特·门格勒继续以提济乌祖市长的名义接受了《阿尔及利亚自由报》记者的采访。
在2009年的阿尔及利亚总统大选中，阿卜杜勒-阿齐兹·布特弗利卡在提济乌祖选区获得了85.39%的支持率。

## 人口
根据阿尔及利亚统计部门2008年的数据，提济乌祖市镇范围内的合法居民数量为135,088。2012年，提济乌祖的出生人口数量为24,038人，死亡人口数量为5,985人。
| 年份   | 1977   | 1987   | 1998    | 2008    |
| ------ | ------ | ------ | ------- | ------- |
| 人口數 | 67,225 | 92,412 | 117,259 | 135,088 |

## 经济

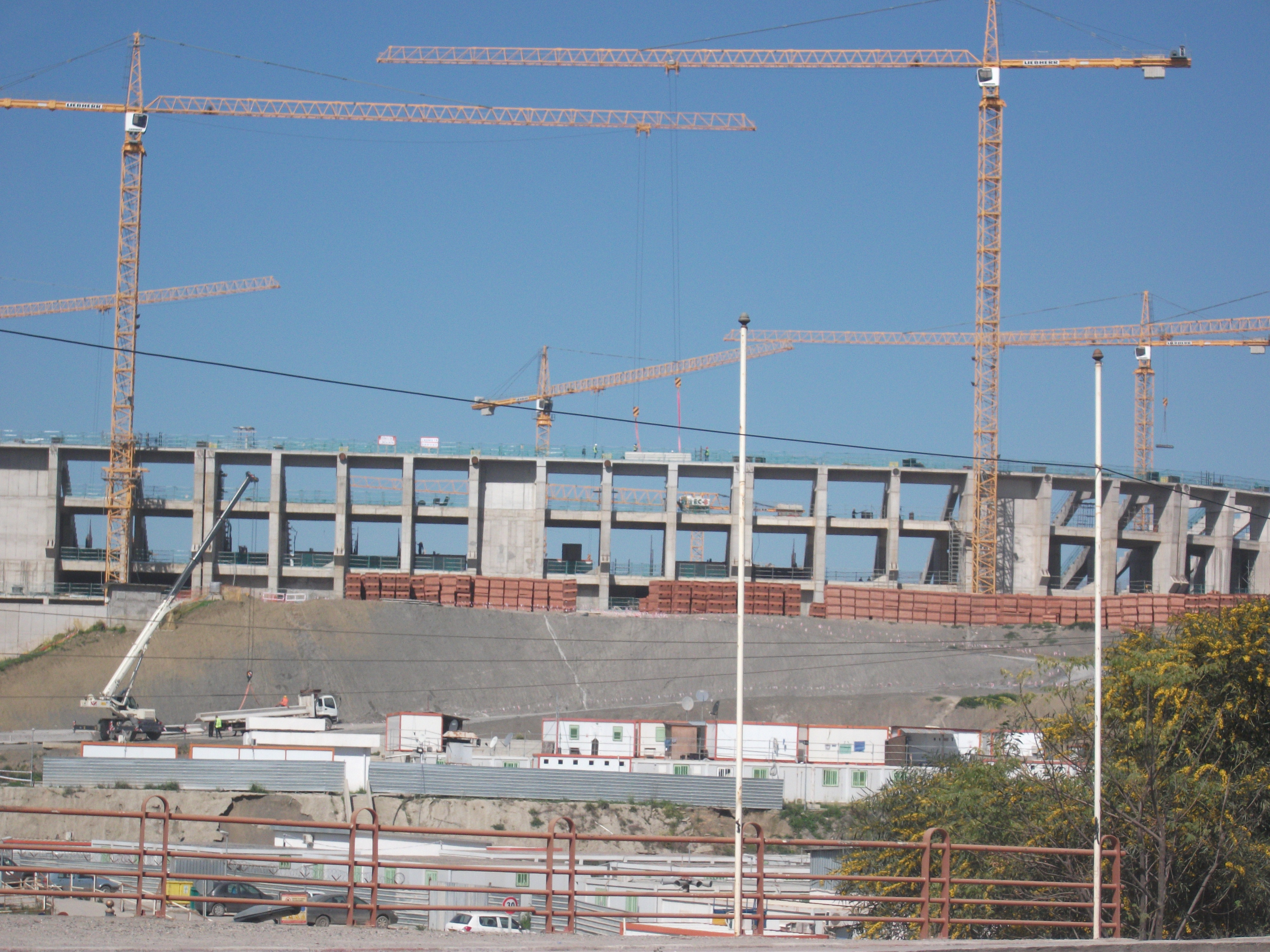
提济乌祖的一处建设工地

提济乌祖是阿尔及利亚卡比利亚地区的人口数量第二多的城市，是一个综合性的工商业中心及交通枢纽。

### 第一产业
提济乌祖地区的农业以小规模生产为主，主要农产品包括橄榄、柑橘、葡萄等，因这一地区地形相对崎岖，加之水资源匮乏，不具备大型机械化生产条件。

### 第二产业
提济乌祖的主要工业部门包括机械制造、手工业等。总部位于丹麦的诺和诺德在提济乌祖市区东郊设有分工厂，为当地提供了一定数量的就业岗位。ENIEM则是提济乌祖的本土企业，成立于1983年，主要从事家用电器生产。

### 第三产业
提济乌祖是一个区域性的科教中心，提济乌祖大学共有师生近三万人，其下属的教学医院亦是当地规模最大的医疗机构，此外阿尔及利亚主要的金融、保险、电信、物流等机构均在提济乌祖设有分支。

## 交通

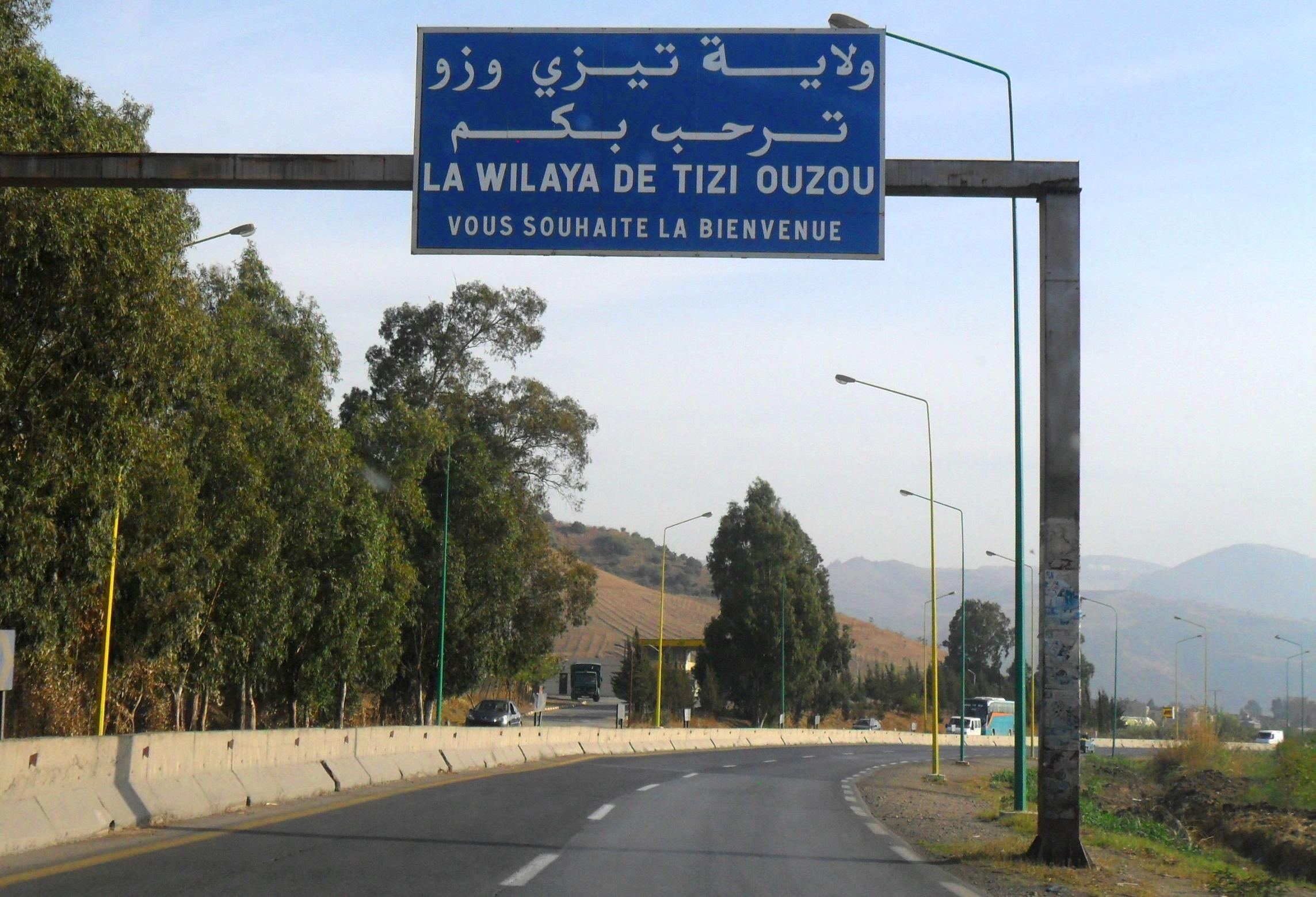
国道N12线的提济乌祖界牌

### 公路
阿尔及利亚国道N12线和N72线在提济乌祖境内交汇，另有多条地方道路可与周边市镇相连。当地多个私人交通公司提供连接提济乌祖和周边城市的巴士线路，可前往阿尔及尔、德拉米贊、阿宰豐、伊姆蘇哈勒、阿扎茲加等地，主要运营商包括摩哈比交运（Trans Mokhebi）、克拉德交运（Trans Kerrad）等。

### 铁路
提济乌祖火车站位于市区西侧，2009年投入使用，每天开行前往阿尔及尔的列车；2017年6月，铁路线向东延伸至乌伊德·艾西，并新建成了位于市区南部的新提济乌祖火车站。提济乌祖每天开行三趟直达阿尔及尔的列车，停靠沿途所有车站，全程运行时间约1.5小时；此外还有两趟前往特尼亚的列车，可联程中转前往布维拉、贝贾亚等地。

### 航空
提济乌祖境内没有民用航空设施。距离提济乌祖最近的民用机场为阿尔及尔胡阿里·布迈丁机场，车程在1.5小时左右。

### 城市公共交通
提济乌祖城市公共交通由提济乌祖综合交通局（Établissement public de transport urbain et suburbain de Tizi Ouzou，简称）负责管理，其市区公交线路由多个运营商负责，无统一编号，线路覆盖了提济乌祖市区及周边的主要街区。
提济乌祖缆车线路纵贯市区南北，设有6个站点，首开段已于2020年1月12日建成运营。

## 社会事务

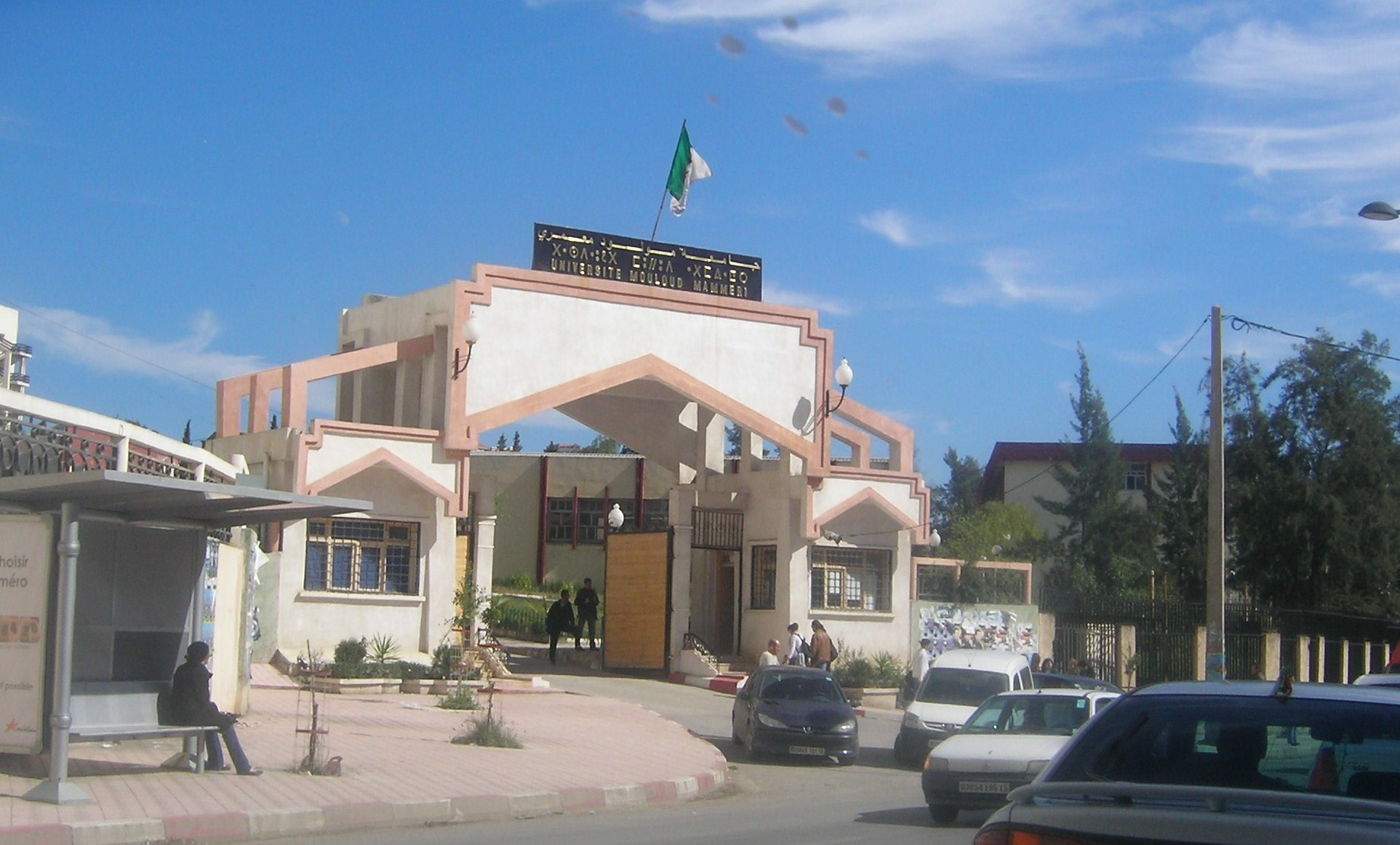
提济乌祖大学校门

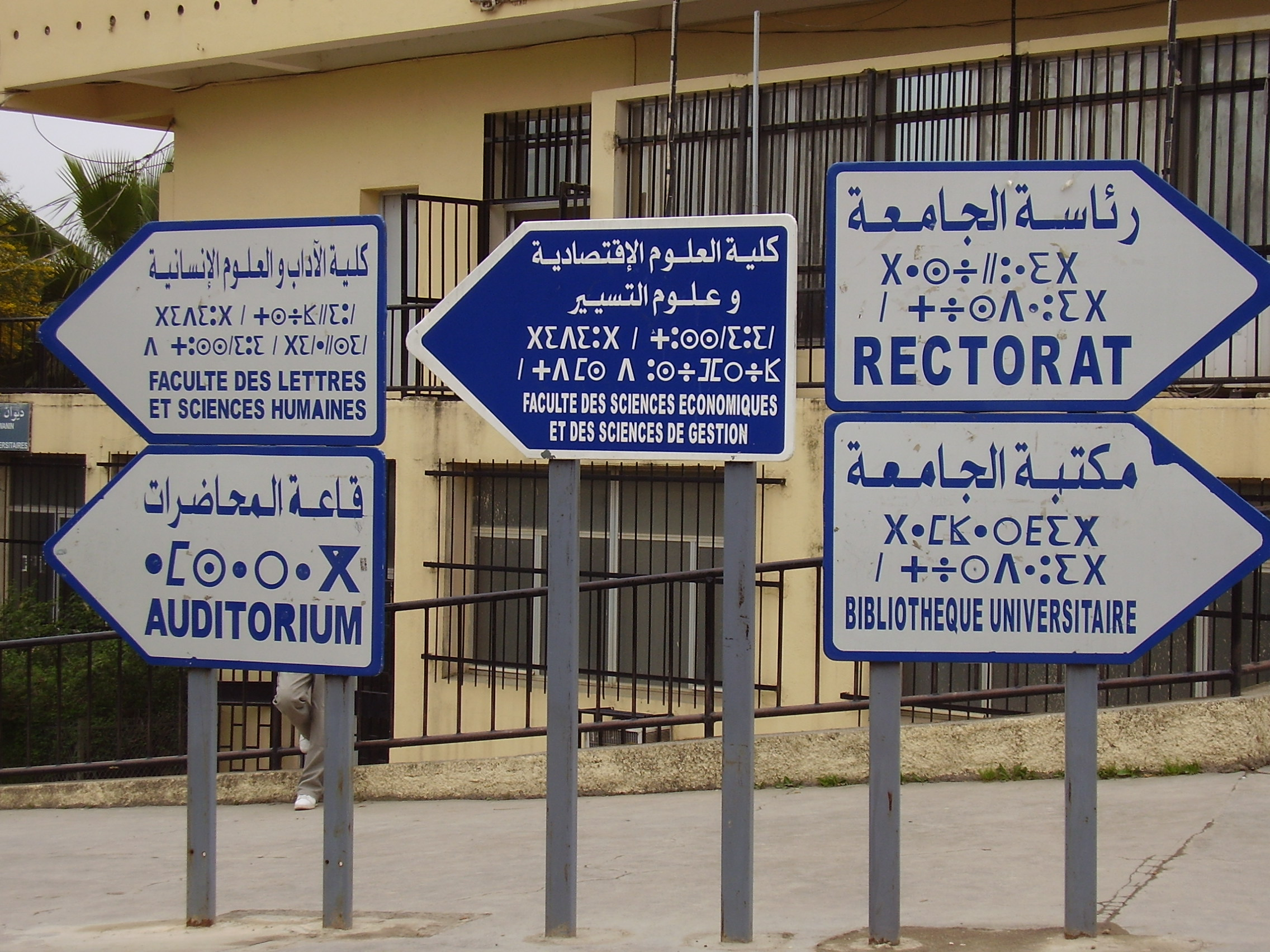
提济乌祖大学内各学院的标牌

### 教育
截至2020年6月，提济乌祖境内拥有46所中小学教育机构，其中10所为私立学校，另有一所使用英语授课的国际学校。
提济乌祖大学建成于1977年，是提济乌祖最大的公共教育机构，开始有十余个本科及研究生专业，共有学生数量超过5万人。

### 医疗
提济乌祖境内主要有两家大型公立医院，均属于提济乌祖大学医学部的教学医院：
- 内迪尔·默罕默德医院（法语：Hôpital Nedir Mohamed）
- 西迪·贝卢阿医院（法语：Hôpital Sidi Belloua）

2019年1月，位于提济乌祖市郊的癌症治疗与康复中心（‎）开始投入使用。

### 商业
提济乌祖的传统商业街区位于市中心，而周边则建有多个大型开放式商业街区，其中位于市区西部的“工业园商业区”（L'Usine）是当地在面积最大的购物中心，阿尔及利亚大型零售超市Ardis在此设有卖场。

### 环境
提济乌祖缺乏统一的环境管理机构，当地民间自发成立“干净的提济乌祖”（Tizi-Ouzou propre）组织，号召当地居民保护环境，同时为一些具有污染性的企业提供环境保护方面的咨询，该组织在Facebook上设有主页，截至2020年6月，该主页关注用户数量达5.5万。

### 媒体
提济乌祖广播电台是当地的主要媒体，其信号覆盖了整个卡比利亚地区，同时通过网络进行实时传播。
提济乌祖信息网（Tizi Ouzou Infos）是当地一个私人网站，使用法语发布各类与提济乌祖相关的文字及视频信息。

### 旅游
提济乌祖旅游与手工业委员会成立于1992年，负责管理包括提济乌祖在内的整个提济乌祖省的旅游事务。提济乌祖所在地区因山地和草原景观而闻名，但相关旅游资源未得到大规模开发，接待设施尚不完善，当地的宾馆数量较少，且仅分布于中心城区。

## 文化

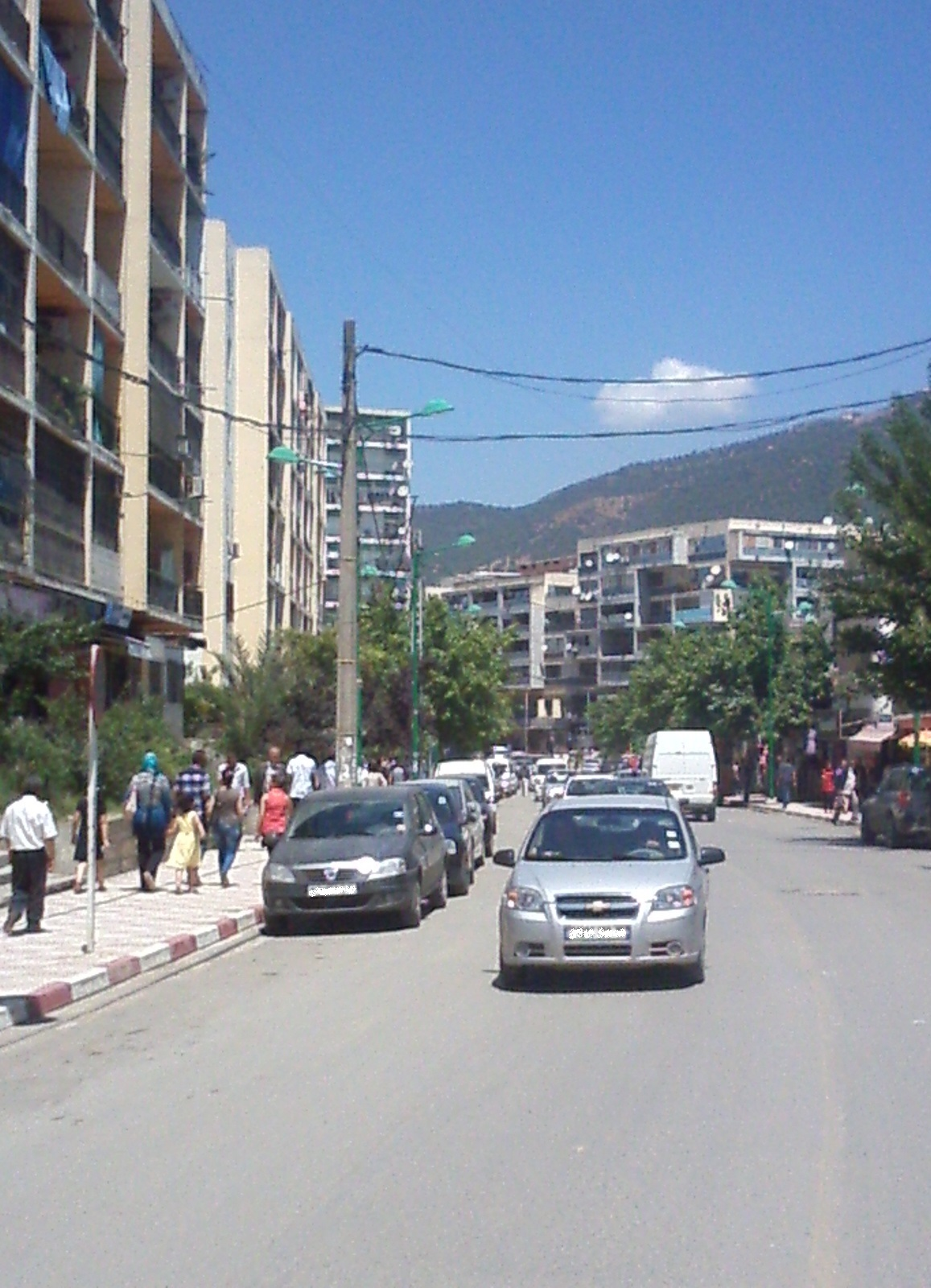
提济乌祖的一处街道

### 城市规划
提济乌祖境内地势复杂，是一座较为典型的山城，主城区被一座相对高差超过100米的山坡给切断，坡顶驻扎有宪兵队，被称为“土耳其堡”（Bordj Turc）。山坡的南北两侧分别为新城和老城，其中老城相对地势平坦，街道呈棋盘状分布；新城则依山而建，街道普遍弯曲。1954年11月1日广场（‎）是一个城市绿地广场，亦是提济乌祖主城区的城市几何中心。其名称来源于阿尔及利亚解放战争，其中“1954年11月1日”被认为是战争爆发的日子。提济乌祖的城市主轴线为东西走向的“卡比利公路”（Route de Kabylie），铁路线则沿半山腰呈“L”型穿过市区。

### 建筑
提济乌祖中心城区主要分布集中式居民建筑，其中老城区的建筑普遍建于法国殖民时期，带有较为明显的法兰西特征；新城区的建筑则普遍建于20世纪90年代以后，因地形所限，建筑物没有较为明确的朝向。在城市景观方面，提济乌祖之灯是一个位于提济乌祖市中心的街头雕塑，建成于2013年，由当地的雕塑家巴齐兹·哈马什设计，以纪念阿尔及利亚战争当中的遇难人员，现已成为当地的地标性建筑。

### 宗教
提济乌祖所在的卡比利亚及整个阿尔及利亚为穆斯林聚集区，其市区内主要有两个清真寺：旧清真寺位于提济乌祖市中心，是提济乌祖现存历史最悠久的清真寺之一，建于1898年；谢尔法乌伊清真寺（‎）位于提济乌祖市中心，紧邻1954年11月1日广场。此外提济乌祖周边主要的聚落均设有祈祷室等伊斯兰宗教设施。

### 语言
提济乌祖为较为典型的混合语言区，当地的官方语言包括法语和阿拉伯语，而其所在的卡比利亚地区则通行卡拜爾語，该语言于2002年被阿尔及利亚政府认作是一门独立的语言。在多种语言的影响之下，当地居民常使用混杂有法语单词及口音的卡拜尔方言。

## 足球

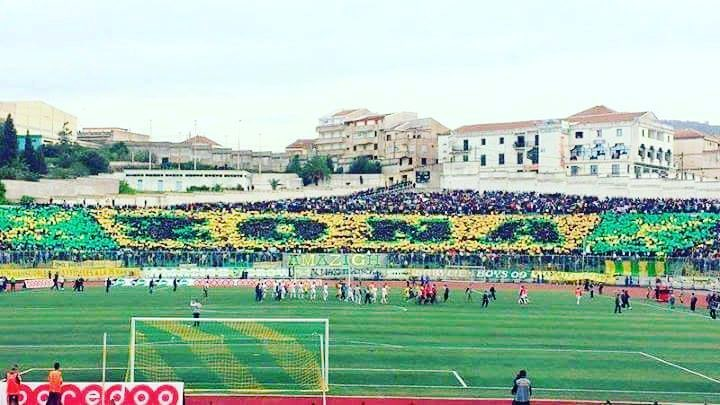
1954年11月1日球场

提济乌祖因足球而闻名，是卡比利青年体育会（简称）的主场所在地，该俱乐部成立于1946年，截至2020年，该队共获得14次阿尔及利亚足球甲级联赛冠军，是该项目历史上获得冠军次数最多的俱乐部，同时该队还三次获得非洲足球冠军联赛的总冠军。球队主场为1954年11月1日球场，位于提济乌祖市区中部，是当地规模最大的综合性体育设施。
此外，提济乌祖还有布卡尔法青年足球俱乐部和西迪巴鲁阿足球俱乐部两支地方性足球队。

## 相关人物
卡拜尔语音乐家阿卜杜拉赫曼·阿卜杜利和阿尔及利亚男子国家足球队运动员穆罕默德·拉比·梅夫塔出生于提济乌祖。

## 友好城市
1989年，提济乌祖与法国城市永河畔拉罗什签署合作交流关系，并于2013年升级为友好城市。

### 著作
- Jean de Crescenzo. . Jean De Crescenzo; Première édition edition. 2007: p486. ISBN 978-2952584104 （法语）.
- Jean de Crescenzo. . Jean De Crescenzo; Première édition edition. 2007: p486. ISBN 978-2952584111 （法语）.

### 分类资料
历史类
1. ↑  Journal officiel de la colonie. . 1848 （法语）.
2. ↑  Jean de Crescenzo, Chroniques Tizi-Ouziennes 1844-1914, C'est en ces termes, que par décret impérial naissait officiellement le 27 Octobre 1858, la ville de Tizi-Ouzou (p13) （法文）
3. ↑  Jean de Crescenzo, Chroniques Tizi-Ouziennes 1844-1914, Par arrêté du 8 Octobre 1872,  (p13) （法文）
4. ↑  Jean de Crescenzo, Chroniques Tizi-Ouziennes 1844-1914, Le 11 septembre 1873, l'arrondissement cercle de Tizi-Ouzou est remplacé par l'arrondissement de la Kabylie, arrondissement ordinaire, dont le chef-lieu est fixé provisoirement à Dellys, cité plus important que Tizi-Ouzou, plus ancienne, ouverte sur la mer et qui accueille déjà les autorités militaires (p88) （法文）
5. ↑  . francearchives.fr.   [2020-06-28]. （原始内容存档于2020-11-08） （法语）.
6. ↑  Jean de Crescenzo, Chroniques Tizi-Ouziennes 1844-1914, Le Dimanche 4 Janvier 1885 parait le premier numéro du journal "Le Djurdjura" (p126) （法文）
7. ↑  Jean de Crescenzo, Chroniques Tizi-Ouziennes 1844-1914, Le 11 mars 1888, le premier train d'essai arrive enfin à Tizi-Ouzou en provenance de Ménerville (p145) （法文）
8. ↑  Edgar Scott. . alger-roi.fr.   [2020-06-26]. （原始内容存档于2020-11-08） （法语）.
9. ↑  Jean de Crescenzo, Chroniques Tizi-Ouziennes 1914-1928, Les noms des Tizi-ouziens permissionnaires sont publiés tout au long de l'année 1917 (p67) （法文）
10. ↑  Bouzid Boumezoued, Mehdi Boumezoued. . L'Harmattan. 2016: p285. ISBN 978-2-343-10182-8 （法语）.
11. ↑   (pdf). joradp.dz. 1974-07-09  [2020-04-03]. （原始内容存档 (PDF)于2018-12-12） （法语）.
12. ↑  . aps.dz. 2019-12-19  [2020-04-03]. （原始内容存档于2020-11-08） （法语）.
13. ↑  سميرة زميحي. . djazairess.com. 2008-03-29  [2020-04-03]. （原始内容存档于2017-10-25） （阿拉伯语）.
14. ↑  cerclealgerianiste.fr. . cerclealgerianiste.fr.   [2020-04-03]. （原始内容存档于2020-05-10） （法语）.
15. ↑  tamurt.info. . tamurt.info.   [2020-06-30]. （原始内容存档于2020-11-08） （法语）.
16. ↑  tamurt.info. . siwel.info. 2011-10-19  [2020-06-30]. （原始内容存档于2020-11-08） （法语）.
17. ↑  aps.dz. . aps.dz. 2019-12-31  [2020-06-27]. （原始内容存档于2020-06-27） （法语）.
18. ↑  interieur.gov.dz. . interieur.gov.dz.   [2020-06-27]. （原始内容存档于2020-11-08） （法语）.
19. ↑  Jean de Crescenzo, Chroniques Tizi-Ouziennes 1844-1914, Il est nommé par le pouvoir exécutif (p99) （法文）
20. ↑  Jean de Crescenzo, Chroniques Tizi-Ouziennes 1844-1914, Les maires de Tizi-Ouzou (p96) （法文）

地理类
1. ↑  . fr.db-city.com.   [2020-06-28]. （原始内容存档于2020-11-08） （法语）.
2. ↑  . infoclimat.fr.   [2020-06-24]. （原始内容存档于2020-11-08） （法语）.
3. ↑  . partir.ouest-france.fr.   [2020-06-24]. （原始内容存档于2020-11-08） （法语）.
4. ↑  ONS.  (pdf). ons.dz.   [2020-06-28]. （原始内容存档 (PDF)于2019-07-13） （法语）.
5. ↑  Wilaya de Tizi-Ouzou. . wilaya-tiziouzou.dz.   [2020-06-28]. （原始内容存档于2020-11-08） （法语）.
6. ↑  . trans-mdr-akham.e-monsite.com.   [2020-06-28]. （原始内容存档于2020-11-08） （法语）.
7. ↑  ennaharonline.com. . ennaharonline.com. 2017-01-16  [2020-04-03]. （原始内容存档于2020-11-08） （阿拉伯语）.
8. ↑  SNTF. . sntf.dz. 2017-06-06  [2020-04-03]. （原始内容存档于2017-10-02） （法语）.
9. ↑  lebouzeguenepost.com. . lebouzeguenepost.com. 2017-05-07  [2020-06-30]. （原始内容存档于2021-01-18） （法语）.
10. ↑   (pdf). dl.ummto.dz.   [2020-06-28]. （原始内容存档 (PDF)于2020-11-08） （法语）.
11. ↑  Le temps. . letemps-dz.com. 2019-02-15  [2020-06-28]. （原始内容存档于2020-11-08） （法语）.
12. ↑  elwatan.com. . elwatan.com. 2020-01-08  [2020-04-03]. （原始内容存档于2020-11-08） （法语）.
13. ↑  Saïd Doumane. . 2011  [2020-06-30]. （原始内容存档于2020-11-08） （法语）.

社科类
1. ↑  Tamurt. . tamurt.info. 2020-01-17  [2020-06-27]. （原始内容存档于2020-11-08） （法语）.
2. ↑  Samir LESLOUS. . liberte-algerie.com. 2020-06-25  [2020-06-27]. （原始内容存档于2021-02-26） （法语）.
3. ↑  . interieur.gov.dz. 2009-04-09  [2020-06-28]. （原始内容存档于2019-11-03） （阿拉伯语）.
4. ↑  Novo Nordisk. . novonordisk.dz.   [2020-06-27]. （原始内容存档于2020-11-08） （法语）.
5. ↑  ENIEM. . eniem.com.dz.   [2020-06-27]. （原始内容存档于2020-12-01） （法语）.
6. ↑  CHU Tizi-Ouzou. . chuto.dz.   [2020-06-28]. （原始内容存档于2020-11-08） （法语）.
7. ↑  وكـالة الأنباء الجزائرية. . aps.dz. 2020-02-03  [2020-06-28]. （原始内容存档于2020-11-08） （阿拉伯语）.
8. ↑  . liberte-algerie.com. 2015-06-09  [2020-06-28]. （原始内容存档于2020-11-08） （法语）.
9. ↑  . facebook.com.   [2020-06-28]. （原始内容存档于2020-11-08） （法语）.
10. ↑  . radioalgerie.dz.   [2020-06-28]. （原始内容存档于2020-11-29） （法语）.
11. ↑  Tizi-Ouzou infos news. . toutizi.com.   [2020-06-28]. （原始内容存档于2020-11-08） （法语）.
12. ↑  wilaya-tiziouzou.dz. . wilaya-tiziouzou.dz.   [2020-06-28]. （原始内容存档于2021-01-24） （法语）.
13. ↑  elwatan.com. . elwatan.com. 2019-07-08  [2020-06-28]. （原始内容存档于2020-11-08） （法语）.

文化类
1. ↑  Wilaya de Tizi Ouzou. . Wilaya de Tizi Ouzou.   [2019-06-26]. （原始内容存档于2021-01-24） （法语）.
2. ↑  . djazairess.com. 2011-09-21  [2020-06-28]. （原始内容存档于2020-11-08） （阿拉伯语）.
3. ↑  . depechedekabylie.com. 2020-01-08  [2020-06-28]. （原始内容存档于2020-11-08） （法语）.
4. ↑  . ouedkniss.com. 2020-03-17  [2020-06-28]. （原始内容存档于2020-11-08） （阿拉伯语）.
5. ↑  . ummto.dz. 2006-03-05  [2020-06-28]. （原始内容存档于2020-05-24） （法语）.
6. ↑  Gabriel Camps. . Aix-en-Provence: Édisud. 1996: 80p. ISBN 978-9973-22-054-7 （法语）.
7. ↑  Abdelaziz Bouteflika. . Alger: Journal officiel de la République algérienne démocratique et populaire. 2002-04-10 （法语）.
8. ↑  Dahbia Abrous. . Non lieu. 2006 （法语）.
9. ↑  . lepapichkabyl.skyrock.com.   [2020-06-28]. （原始内容存档于2020-11-08） （法语）.
10. ↑  . soccerway.com.   [2020-06-28]. （原始内容存档于2020-11-08） （法语）.
11. ↑  . liberte-algerie.com. 2013-06-04  [2020-06-28]. （原始内容存档于2020-11-08） （法语）.

### 综合资料
1. 1 2 3 4 5 6 7 8 9 10 11 12 13 14 15 16  . satellites.pro.   [2020-06-27]. （原始内容存档于2020-11-08） （法语）.
2. 1 2 3  مملكة كوكو.. أسطورة الغبريني المقبورة في تيزي وزو. . ana.news. 2017-11-07  [2020-06-26]. （原始内容存档于2020-11-08） （阿拉伯语）.
3. 1 2  ech-chaab.com. . ech-chaab.com. 2016-07-17  [2019-06-26]. （原始内容存档于2020-05-10） （阿拉伯语）.